# Sargassosnärja
Sargassosnärja, japansk sargassotång eller yendo (latin: Sargassum muticum) är en art brunalger (phaeophyceae) av släktet sargassotång (sargassum).
Sargassosnärja har ett skivformat, perennt fästorgan som kan bli upp till fem centimeter både i diameter och i längd. Från denna stjälk växer primära, laterala sidogrenar som i varma vatten kan bli upp till tolv meter långa (i Europa vanligen inte mer än fyra meter). Från huvudstammen utgår sekundära och tertiära ettåriga grenar med 2–6 millimeter långa luftblåsor som ger växten dess flytförmåga.
Sargassosnärja växer på ett djup ned till tio meter. Den tål inte långvarig luftexponering men trivs i strömrika vatten.
Sargassosnärjan kommer ursprungligen från Japan men har fått global spridning genom ostronexporten därifrån. I Storbritannien påträffades växten på Isle of Wight 1973 och den har sedan dess blivit ett allt större problem i kustområden över hela världen. Den kan bilda tjocka mattor som korkar igen marinor, fastnar i fiskenät och propellrar.
I Europa finns i dag sargassosnärja i Östersjön, Kattegatt, kring Brittiska öarna, i Medelhavet och Adriatiska havet. I Stilla havet längs med hela nordamerikanska östkusten, från Alaska och British Columbia till Baja California, och i Asien, förutom Japan, även i Kina.